# SV Würzburg 05
Le SV Würzburg 05 est un club de natation allemand, situé à Wurtzbourg.

## Histoire
Le club est fondé en 1905. Le club construit sa première piscine fermée en  1968, un bassin de 25 m, le bassin de 50 m est fait en 1972 puis une salle de fitness et un sauna.
Outre le club de natation, le club comprend une section de triathlon, de natation synchronisée, d'endurance et de fitness.
Les sportifs professionnels sont dans les clubs de natation et de water-polo. Le club est cinq fois champion d'Allemagne de water-polo. Le champion du monde de natation d'endurance Thomas Lurz est licencié au club.

## Source de la traduction
- (de) Cet article est partiellement ou en totalité issu de l’article de Wikipédia en allemand intitulé « SV Würzburg 05 » (voir la liste des auteurs).